# Jakub Świerczok
Jakub Świerczok, född 28 december 1992, är en polsk fotbollsspelare som spelar för Nagoya Grampus i japanska högstaligan J1 League. Han representerar även Polens landslag.